# 73453 Ніноманфреді
73453 Ніноманфреді (73453 Ninomanfredi) — астероїд головного поясу, відкритий 13 липня 2002 року.
Тіссеранів параметр щодо Юпітера — 3,331.